# 삼성 인스팅트
삼성 인스팅트(Samsung Instinct, Samsung M800)은 삼성전자가 2008년 6월 20일에 출시한 휴대 전화이다. CTIA 2008에서 '최고 휴대폰'으로 선정되었다.